# Ghatampur
Ghatampur es una ciudad y  municipio situada en el distrito de Kanpur Nagar en el estado de Uttar Pradesh (India). Su población es de 40623 habitantes (2011). Se encuentra a 82 km de Kanpur.

## Demografía
Según el censo de 2011 la población de Ghatampur era de 40623 habitantes, de los cuales 21834 eran hombres y 19289 eran mujeres. Ghatampur tiene una tasa media de alfabetización del 75,51%, superior a la media estatal del 67,68%: la alfabetización masculina es del 80,03%, y la alfabetización femenina del 70,49%.